# In Search of Santa
In Search of Santa är en animerad film från 2002.
När en bjällerklang faller ned från himlen bestämmer sig prinsessan Crystal för att bevisa att den kommer från jultomtens renar.
Filmen släpptes på viedo i USA den 23 november 2004.

## Röster (urval)
- Hilary Duff - prinsessan Crystal
- Haylie Duff - Lucinda